# Idioten
Idioten (auch Die Idioten, Originaltitel: Idioterne) ist ein dänischer Spielfilm des dänischen Regisseurs Lars von Trier aus dem Jahr 1998. Von Trier zeigte sich auch für das Drehbuch verantwortlich und erzählt von der Geschichte einer Gruppe junger Leute, die sich durch idiotisches Verhalten gegen ihre Umwelt auflehnen. Er ist nach Das Fest von Thomas Vinterberg der zweite Dogma-Film.

## Handlung
Karen, eine Frau mittleren Alters, wird in einem Restaurant Zeugin einer kleinen Störung: Zwei von einer jungen Frau betreute, scheinbar geistig behinderte, junge Männer verhalten sich so laut und auffallend, dass sie des Lokals verwiesen werden. Einer der beiden Männer ergreift Karens Hand und zieht sie mit hinaus, wo sie sich fast widerstandslos zu den Dreien in ein Taxi setzt und mitfährt. Die Behinderung der Männer erweist sich aber als gespielt. 
Die beiden Männer und ihre Betreuerin stellen sich als Teil einer Gruppe von 11 Personen heraus, die sich in ein Haus zurückgezogen und beschlossen haben, als integrative Wohngemeinschaft aufzutreten, wobei die Rollen der Behinderten und ihrer Betreuungspersonen wechselweise ausgetauscht werden. Laut Stoffer, dem „Ideologen“ der Gruppe, geht es darum, den „inneren Idioten“ zu befreien. Die Gruppenmitglieder halten dabei einen minimalen Kontakt mit ihrem „bürgerlichen“ Leben. Die Gruppe lebt wie eine kleine Gegengesellschaft, in der alle Freiheiten bis hin zu Gruppensex erlaubt sind und auch praktiziert werden. Sie leben als Wohngemeinschaft in der dänischen Gemeinde Søllerød in einem leerstehenden Landhaus von Stoffers Onkel. Das Haus steht zum Verkauf, und Stoffer soll potenziellen Käufern das Haus zeigen. Stoffer spornt die Gruppe an, nach außen glaubwürdig und aggressiv den Idioten zu spielen („Nicht wir verspotten sie, die verspotten uns!“). Indem sie die bürgerliche Gesellschaft zwingen, Kompromisse mit der Gruppe einzugehen, verschaffen sie sich Vorteile: So bietet ihnen die Gemeinde eine beachtliche Summe Geld, wenn sie ihr Haus verlassen und die Wohngemeinschaft in eine andere Gegend verlegen; ein Hausbesitzer wird zu Zahlungen an die Gruppe genötigt, weil er durch nicht ausreichend gesicherte Pflastersteine in seiner Einfahrt Behinderte verletzt haben soll. Potenzielle Käufer des Hauses werden durch den Hinweis auf eine benachbarte Behinderteninstitution abgeschreckt.
Ab dem „Zwischenfall“ im Restaurant begleitet Karen von nun an mit distanziertem Interesse die „Behindertenausflüge“ der Gruppe. Sie besichtigen eine Fabrik, besuchen ein Schwimmbad oder versuchen sich mit Skispringen mitten im Sommer, wobei Karen zunehmend in die Gruppe integriert wird. Abgesehen von einer Gruppe tätowierter „Biker“ werden die selbsternannten Idioten von den „Normalen“ als Personen nie richtig ernst genommen. 
Als Josephine gegen ihren Willen von ihrem Vater nach Hause zurückgeholt wird und die anderen Mitglieder der Gruppe dies praktisch ohne Gegenwehr zulassen, droht die Gruppe schließlich zu zerfallen. Stoffer versucht nun, der ganzen Idee mehr Ernsthaftigkeit zu verleihen und fordert, dass einer aus der Gruppe nun auch in seinem bürgerlichen Umfeld den „inneren Idioten“ herauslassen soll. Die entsprechende Person soll durch Flaschendrehen ermittelt werden. Zunächst trifft es Axel, der sich aber weigert und im Anschluss als Erster die Gruppe freiwillig verlässt. Als Nächstes zeigt die Flasche auf den Abendschullehrer, der es vor seiner Klasse versucht, aber schließlich nicht den Mut hat, den „inneren Idioten“ ganz herauszulassen. Ab dem Moment bleibt auch er der Gruppe fern.
Weil damit allen klar wird, dass zu diesem letzten Schritt niemand aus der Gruppe bereit ist, beginnen die Mitglieder der Gruppe ihre Sachen zu packen und das gemeinsame Haus zu verlassen. Karen jedoch will sich der Herausforderung stellen, damit ihrer Meinung nach nicht alles umsonst war. Sie bittet Susanne um ihre Unterstützung. Gemeinsam fahren sie zu Karens Familie. Ihre Mutter, der Großvater, die Schwestern und ihr Mann Anders fallen angesichts ihrer plötzlichen Rückkehr aus allen Wolken. Es stellt sich heraus, dass Karen fast 2 Wochen verschwunden war und man sie sogar schon für tot gehalten hatte. Erst jetzt erfährt Susanne von Karens Schwester, dass Karen und ihr Mann, unmittelbar bevor sich Karen den „Idioten“ anschloss, ihren Sohn Martin verloren hatten. Dessen Beerdigung fand ohne Karens Anwesenheit einen Tag nach dem Zusammentreffen im Restaurant statt. Ihr tief verletzter Mann wirft ihr vor, dass für sie der Verlust ihres Kindes nicht so schlimm zu sein scheine. In Anwesenheit ihres zornigen Mannes und des Rests der Familie spielt Karen die Verrückte, woraufhin ihr Mann sie schlägt. Karen und Susanne verlassen danach weinend die Wohnung.

## Entstehungsgeschichte
Idioten gilt nach Thomas Vinterbergs Das Fest (1998) als zweiter Film, der sich an den Dogma-Regeln orientierte. Von Trier hielt sich nicht starr an die gemeinsam mit Vinterberg, Kristian Levring und Søren Kragh-Jacobsen aufgesetzten Regeln. Zwar verwendete er für Dreharbeiten Handkameras und kein Zusatzlicht oder Filter, jedoch verzichtete er auf andere Einschränkungen wie die Einheit des Ortes. Das Drehbuch entstand innerhalb von vier Tagen. Ohne es gegenlesen zu lassen ging von Trier sofort in die Produktionsphase über. Von Trier probte mit seinen Schauspielern intime und tabuisierte Gefühlslagen ein, bis sie den von ihm beabsichtigten Affekt aufwiesen. Das Filmmaterial von über 130 Stunden schnitt er so zusammen, dass in jeder Sequenz möglichst viel „Energie“ stecken würde.

## Kritiken
Der Film feierte seine Premiere am 20. Mai 1998 auf den Filmfestspielen von Cannes, wo von Trier nach The Element of Crime (1984), Europa (1991) und Breaking the Waves (1996) zum vierten Mal im Wettbewerb um die Goldene Palme vertreten war. Idioten bekam überwiegend schlechte Kritiken. Die französische Tageszeitung Le Monde verglich die Figur der Karen mit der der Bess aus Breaking the Waves und die zehn „willkürlichen“ Dogma-Regeln mit einer absurden Wette, die sich Von Trier aufgedrängt hätte. Françoise Maupin (Le Figaro) weigerte sich, in ihrer Kritik eine Stellungnahme zum Film abzugeben, und beschrieb die Dogma-Filme als „eine neue skandinavische Welle, die sich noch radikaler ankündigt als unsere vor dreißig Jahren.“
Ähnlich äußerte sich die deutschsprachige Presse über den Film. Die Frankfurter Allgemeine Zeitung beschrieb Idioten als „Ärgernis“. „Mit verwackelter Handkamera, plumpem Humor, einer obligaten Sexorgie und der sattsam bekannten Botschaft, daß die Irren normal und die Spießbürger irre sind, wirkte der Film wie das Werk eines unbelehrbaren Achtundsechzigers, der alle Peinlichkeiten von damals noch einmal unreflektiert wiederholt.“ Als „konzeptionell und thematisch sperrigen Film“ bezeichnete der film-dienst Von Triers Regiearbeit. „Auch hier lugt der Regisseur zwischen den Bildern hervor und wird sich über die filmkritischen Eiertänze freuen, die sein Film sicher provoziert.“ Positiver äußerte sich die Neue Zürcher Zeitung, die Von Triers beabsichtigten Dilettantismus als Ergebnis von dessen „tatsächlich geradezu fundamentalistischen Befolgung der ‚Dogma‘-Regeln“ sah. Die Echtheit der Fiktion, ihr halbdokumentarischer Wirklichkeitscharakter würde insbesondere durch die Figur der Karen verstärkt werden. „‚Die Idioten‘ wäre allerdings nicht ein Werk von Lars von Trier, diesem Meister der (Selbst-)Ironie, wenn der Film die besagte Nähe zur Gefühlslage der Figuren, die Illusion der Unmittelbarkeit zum Geschehen im Film nicht gleich wieder zerstören würde. Am deutlichsten zeigt sich dies in den kurzen Interviews, die von Anfang an zwischen die einzelnen Idiot-Episoden gestreut sind.“ Als „originellen Befreiungsschlag“, der die Erwartungen „zugleich enttäuscht und befriedigt“, bezeichnete Tobias Kniebe (Süddeutsche Zeitung) den Film. „In seinen besten Momenten ist der Film lustig, schockierend und entlarvend zugleich, dann wieder kommt er wirklicher Idiotie recht nahe“, so Kniebe.
Anfang August 1998 gab die Filmzensur in Norwegen mit Idioten erstmals einen Film mit Gruppensex-Szenen ungekürzt für die Kinos frei, da sich die Szene „auf natürliche Weise“ integrieren würde, während der norwegische Filmverleih in circa der Hälfte der 22 Länder, in die der Film verkauft worden war, mit Zensurauflagen rechnete. Die norwegischen Medien feierten die Freigabe als historischen Durchbruch, da zum ersten Mal Bilder mit „hartem Sex“ erlaubt wurden.

## Auszeichnungen
Idioten erhielt 1998 eine Einladung in den Wettbewerb der Filmfestspiele von Cannes, wo von Trier mit seinem Film um die Goldene Palme konkurrierte, im Gegensatz zu Thomas Vinterbergs Das Fest aber unprämiert blieb. Im selben Jahr konkurrierte der Film ohne Erfolg im Wettbewerb des spanischen Filmfestivals Semana Internacional de Cine de Valladolid und bei der Europäischen-Filmpreis-Verleihung (Drehbuch-Nominierung für Von Trier), gewann aber den FIPRESCI-Preis beim London Film Festival. 1999 wurden Hauptdarstellerin Bodil Jørgensen und Nebendarsteller Anne Louise Hassing und Nikolaj Lie Kaas mit der Bodil, Dänemarks wichtigstem Filmpreis prämiert. Im selben Jahr erhielt Jørgensen auch den Robert als Beste Hauptdarstellerin.